# Chiesa dell'Ascensione (Griante)
La chiesa dell'Ascensione è una chiesa anglicana situata a Griante sul lago di Como, in Italia.

## Storia
La chiesa, progettata dall'architetto Giuseppe Brentano, venne costruita a partire dal 1890 per soddisfare le esigenze di culto della comunità inglese stabilitasi a Griante verso la fine del XIX secolo. L'edificio venne inaugurato il 4 novembre 1891 in occasione della festa dell'Ascensione, diventando uno dei primi luoghi di culto anglicano in Italia.

## Descrizione
La chiesa sorge lungo la Statale Regina sul lungolago della frazione di Cadenabbia.
Presenta uno stile neogotico lombardo ispirato a modelli quattrocenteschi. L'edificio è a navata unica con grandi archi traversi. La facciata è caratterizzata da un grande rosone, archetti pensili e guglie in corrispondenza dei pilastri portanti.
All'interno si trovano affreschi monocromatici raffiguranti forme geometriche e dei gruppi di angeli, nonché un pulpito in marmo e tre statue dedicate alla crocefissione collocate sotto l'arco del presbiterio.

## Galleria d'immagini

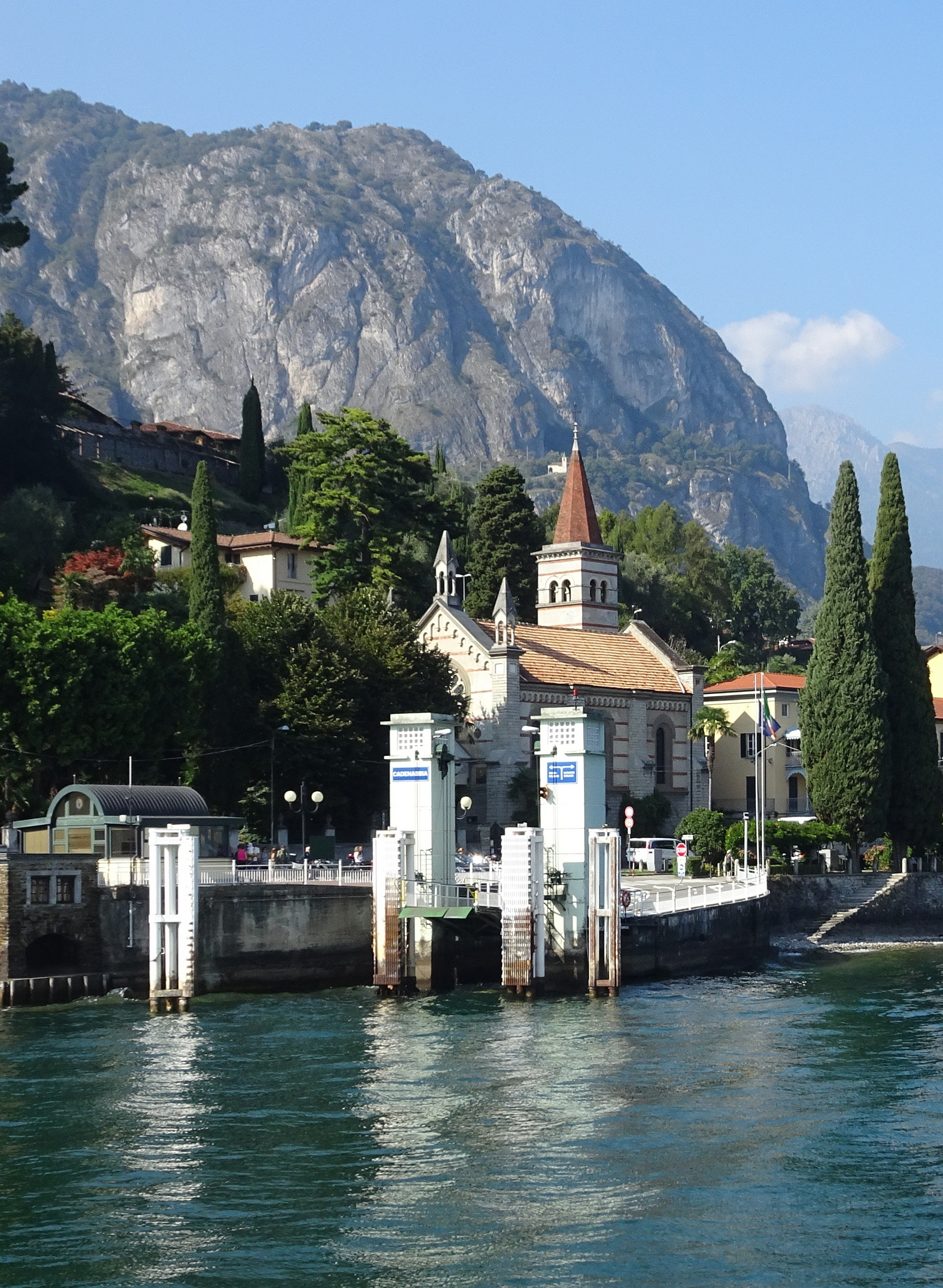
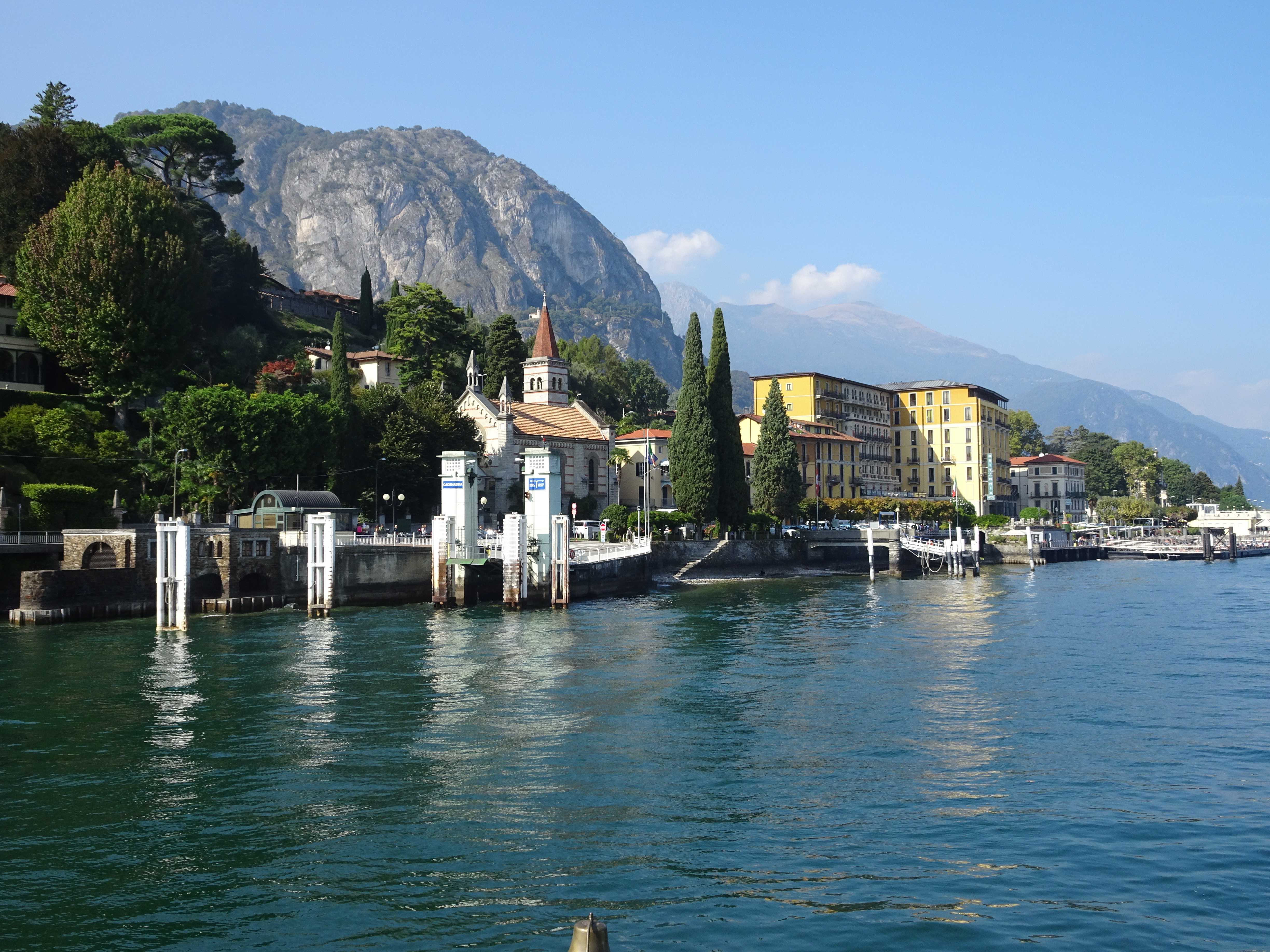
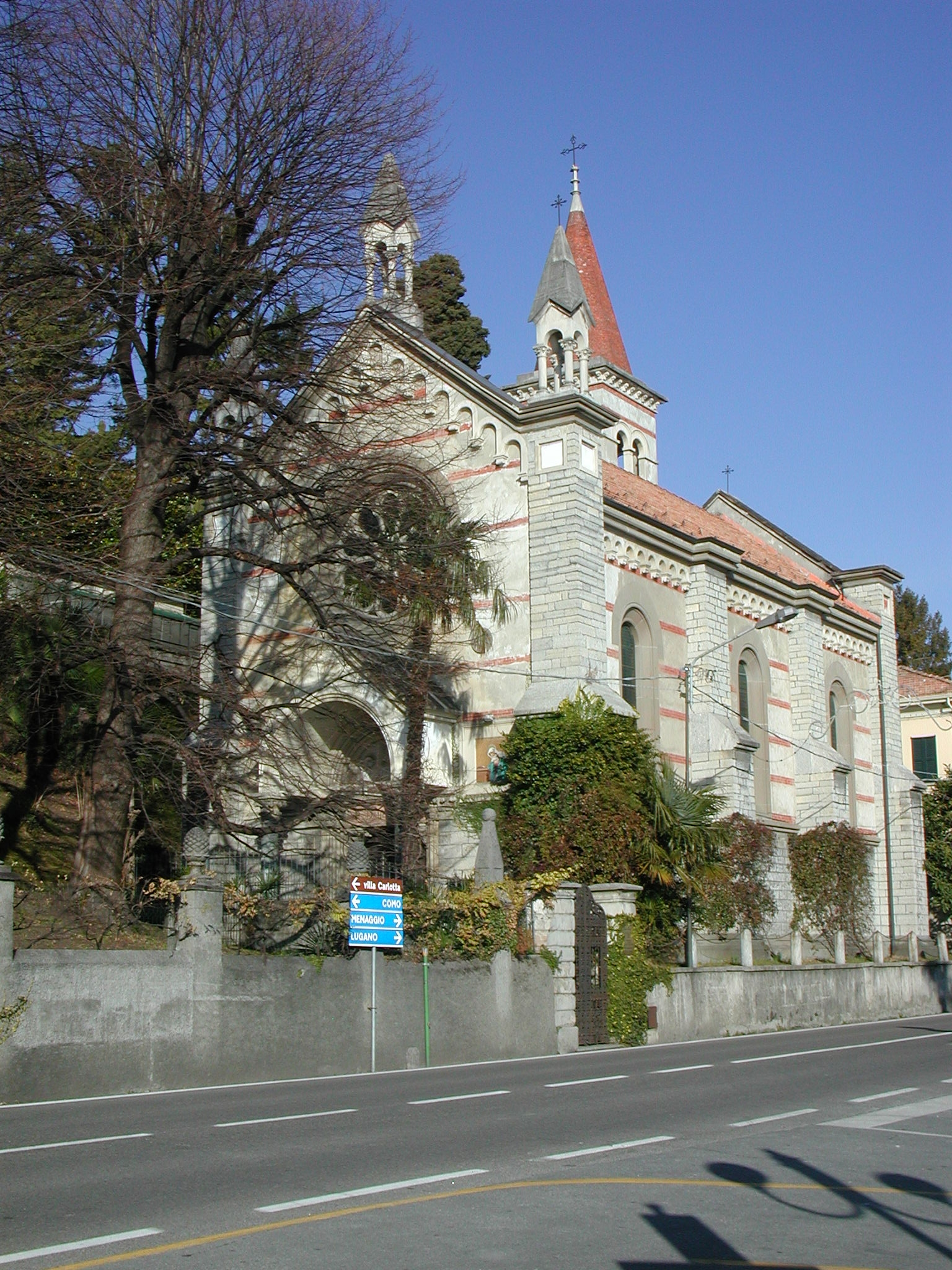